# Robert Sommer

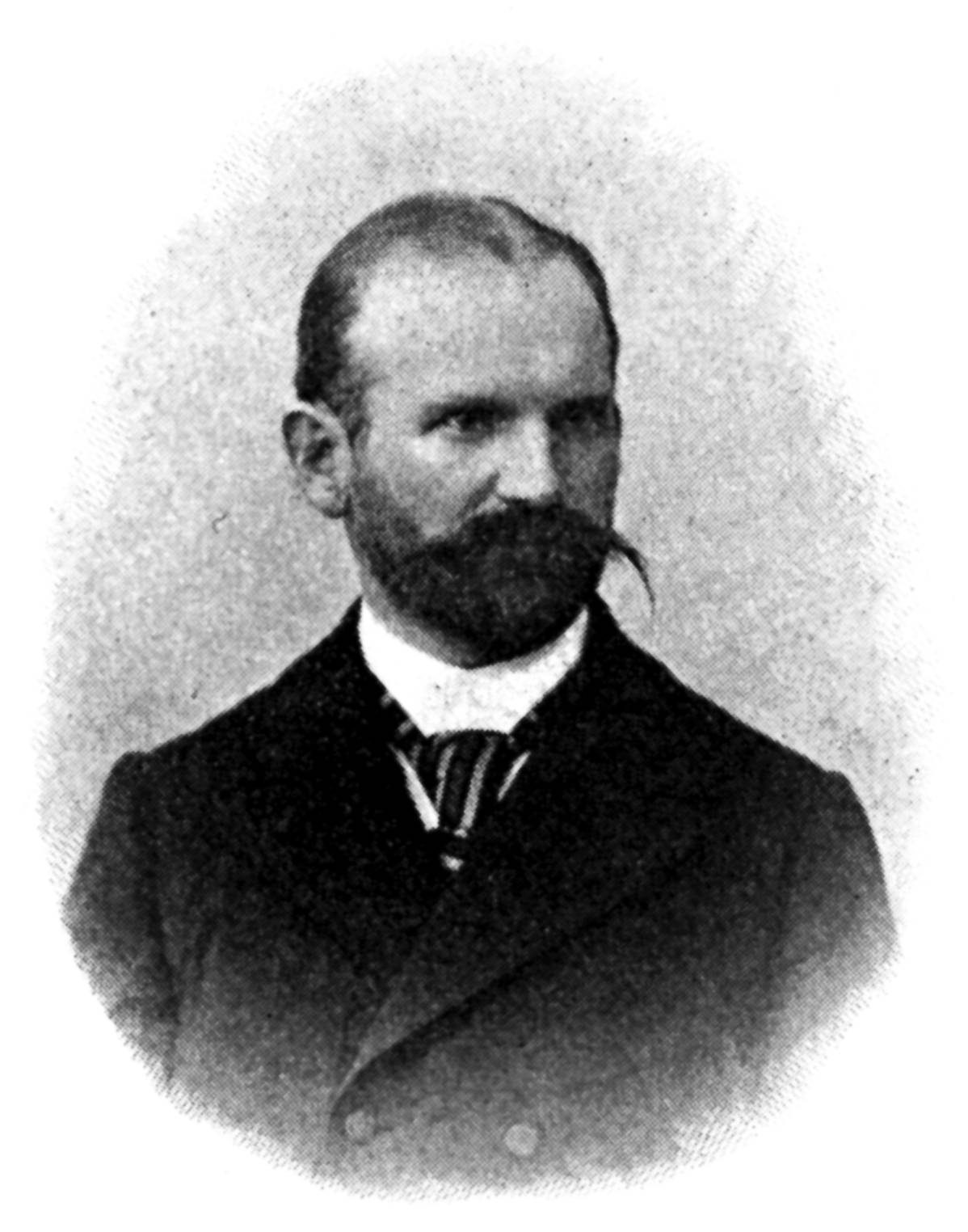
Robert Sommer

Robert Sommer, född 19 december 1864 i Grottkau, Schlesien, död 2 februari 1937 i Giessen, var en tysk psykiater, psykolog och genealog.
Sommer blev 1887 filosofie och 1891 medicine doktor i Berlin, 1892 privatdocent i psykiatri i Würzburg och 1895 ordinarie professor i psykiatri i Giessen. Han utgav ett mycket stort antal arbeten på psykopatologins och genealogins områden och riktade uppmärksamheten mot de genetiska faktorernas betydelse. Han konstruerade även mekaniska instrument avsedda för psyko-fysiologiska undersökningar.
Sommer organiserade 1904 i Giessen världens första kongress för experimentell psykologi. Han anordnade även kongresser inom genealogi samt ärftlighets- och regenerationslära, och höll internationella kurser i rättspsykologi och psykiatri.